# Los condenados de la tierra
Los condenados de la tierra fue el último libro que escribió Frantz Fanon. Se publicó en 1961 en Francia acompañado de un prefacio de Jean Paul Sartre (Éditions Maspero) y fue traducido al español en 1963 por Julieta Campos (Fondo de Cultura Económica). Los condenados de la tierra es un diagnóstico psiquiátrico, político, cultural e histórico de la colonización en Argelia particularmente y en África en general, además de constituir un llamado al Tercer Mundo a emprender la lucha descolonizadora, es decir, a crear un hombre nuevo.  El libro también es la culminación de las obras de Fanon –discípulo de Aimé Césaire–, una adaptación de la teoría marxista al contexto colonial, y precursor de los estudios poscoloniales. "Enarbolado por la oposición a la guerra de Argelia, por la impugnación a un sistema colonial ya moribundo, recién animada la exaltación de la lucha armada por la victoria en Cuba de los rebeldes castristas; predicando un Tercer Mundo revolucionario, coronado por el prefacio de un Sartre entonces en el apogeo de su influencia y de su gloria, el libro se propagó como reguero de pólvora. (…) En 1961, año del golpe de Estado en Argel y la apertura de las negociaciones de Evian, Fanon, gravemente enfermo de leucemia, trabaja febrilmente en el manuscrito. François Maspero apenas tiene tiempo para llevarle el primer ejemplar de Los condenados de la tierra. Habiendo ingresado en octubre en la clínica de Bethesda, Maryland, cerca de Washington D.C., Franz Fanon muere a principios de diciembre de 1961. Tiene 36 años. Su gloria, esta vez, es inmediata".

## Los condenados de la tierra y la revolución
El título original, Les Damnés de la terre, proviene del primer verso de La Internacional: Debout !, les damnés de la terre ! / Debout ! les forçats de la faim! (¡Arriba, parias de la tierra! / ¡En pie, famélica legión!). No obstante, cabe señalar que en francés existe la expresión âme damnée (alma condenada), referente a aquel que está completamente dedicado a alguien, que ejecuta sus órdenes ciegamente.  Así, los condenados de la tierra implica el significado ontológico del “no ser”; este concepto es desarrollado por Fanon en Piel negra, máscaras blancas (1952), libro que según Sartre es “la negación de la negación de la persona negra”. En síntesis, la colonización es la negación sistemática del otro, una decisión furiosa de privar al otro de todo atributo de humanidad. Y serán esos que no son la clase revolucionaria –el lumpen proletariado rural– los agentes revolucionarios encargados de la descolonización.

## El prefacio de Sartre
El prefacio de Jean-Paul Sartre, quien tres años después rechazaría recibir el Premio Nobel de Literatura, explica en parte la gran difusión que tuvo el libro. Sartre había redactado prefacios para obras hermanas a las de Fanon: Antología de la nueva poesía negra y malgache de lengua francesa (1948), compilada por Léopold Sédar Senghor  y Retrato del colonizado (1957) de Albert Memmi. Sartre advierte que el libro no fue escrito para los europeos, sino para los compañeros africanos para invitarlos a unirse a la lucha descolonial. 
«Ustedes, tan liberales, tan humanos, que llevan al preciosismo el amor por la cultura, parecen olvidar que tienen colonias y que allí se asesina en su nombre. Fanon revela a sus camaradas –a algunos de ellos, sobre todo, que todavía están demasiado occidentalizados– la solidaridad de los “metropolitanos” con sus agentes coloniales. Tengan el valor de leerlo: porque les hará avergonzarse y la vergüenza, como ha dicho Marx, es un sentimiento revolucionario. (…) Este libro no necesitaba un prefacio. Sobre todo, porque no se dirige a nosotros. Lo escribí, sin embargo, para llevar la dialéctica a sus últimas consecuencias: también a nosotros, los europeos, nos están descolonizando; es decir, están extirpando en una sangrienta operación al colono que vive en cada uno de nosotros. Debemos volver la mirada hacia nosotros mismos, si tenemos el valor de hacerlo, para ver qué hay en nosotros.»[cita requerida]
Sartre sintetiza la necesidad de la violencia expresada por Fanon y realiza una apología de ella. 
«Nos servirá la lectura de Fanon; esa violencia irreprimible, lo demuestra plenamente, no es una absurda tempestad ni la resurrección de instintos salvajes ni siquiera un efecto del resentimiento: es el hombre mismo reintegrándose. (…) Cuando los campesinos reciben los fusiles, los viejos mitos palidecen, las prohibiciones desaparecen una por una; el arma de un combatiente es su humanidad. Porque, en los primeros momentos de la rebelión, hay que matar: matar a un europeo es matar dos pájaros de un tiro, suprimir a la vez a un opresor y a un oprimido: quedan un hombre muerto y un hombre libre; el superviviente, por primera vez, siente un suelo nacional bajo la planta de los pies.»[cita requerida]
Es importante aclarar que para Fanon la descolonización no es racista, es decir, no totaliza a todos los europeos como opresores y a todos los africanos como oprimidos. Descolonizar significa romper con las relaciones y las estructuras de dominación más allá de razas y continentes. Como dice Fanon, tras la independencia política, “el nivel racial y racista es superado en dos sentidos. Ya no se entrega una patente de autenticidad a todos los negros o a todos los musulmanes. Ya no se busca el fusil o el machete ante la aparición de cualquier colono. La conciencia descubre laboriosamente verdades parciales, limitadas, inestables”.

## La violencia
La descolonización necesita ser violenta, pues la situación colonial se funda en la violencia. El colono piratea, viola, hambrea, pone de rodillas al colonizado, y éste acumula agresividad y tensión muscular que se libera periódicamente en luchas sanguinarias, fratricidas y se canaliza a través de la danza y el trance.  La descolonización requiere que esta violencia reprimida sea reorientada para volverse praxis de la liberación.  “Hacer la guerra y hacer política es una y la misma cosa”. Los condenados de la tierra es el lumpen proletariado rural, es decir, las masas rurales en constante resistencia al sistema colonial. Para Fanon, ellos –los que no son–, en vez del proletariado urbano, son la clase revolucionaria, pues no tienen nada que perder y tienen todo por ganar. Mientras que los obreros urbanos están asimilados al mundo colonial y quieren ocupar el lugar del colonizador, “el campesinado, el desclasado, el hambriento es el explotado que descubre más pronto que sólo vale la violencia”.
Las luchas de liberación nacional están inmersas en el contexto internacional de la Guerra fría y deben resistirse a formar parte de ella. Fanon propone no limitarse a la dicotomía entre capitalismo y socialismo, ambos creaciones europeas, sino esforzarse por descubrir valores propios, métodos y un estilo específicos.
Los países europeos deben a los subdesarrollados una justa reparación de daños, en el mismo sentido en que en 1945 los países europeos exigieron restituciones en dinero y especie a Alemania tras la Segunda Guerra Mundial, pues el nazismo había transformado a toda Europa en una verdadera colonia.  La riqueza de los países imperialistas también es la riqueza de los países subdesarrollados. “Europa es, literalmente, la creación del Tercer Mundo”.
«Esta opulencia europea es literalmente escandalosa porque ha sido construida sobre las espaldas de los esclavos, se ha alimentado de la sangre de los esclavos, viene directamente del suelo y del subsuelo de ese mundo subdesarrollado. El bienestar y el progreso de Europa han sido construidos con el sudor y los cadáveres de los negros, los árabes, los indios y los amarillos.»[cita requerida]

## La descolonización
La lucha de descolonización busca alcanzar la independencia política y económica frente a Europa, pero no se detiene ni se limita a ésta sino que continúa hacia la construcción de una nación soberana y digna. Fanon critica que en los países subdesarrollados emergen burguesías nacionalistas canalizadas solamente a actividades de tipo intermedio, sin industriales ni financieros. Esta burguesía subdesarrollada ocupa el lugar psicológico de la burguesía occidental, pero es incapaz de reproducir su aspecto dinámico y de adelantada, de inventor y descubridor de mundos. Según Fanon, el dilema teórico sobre si los países subdesarrollados pueden saltarse o no la etapa burguesa, como sostendrían las corrientes marxistas más ortodoxas, debe resolverse en el plano de la acción revolucionaria y no mediante un razonamiento. “No hay que combatir a la burguesía nacional en los países subdesarrollados porque amenaza frenar el desarrollo global y armónico de la nación. Hay que oponerse resueltamente a ella porque literalmente no sirve para nada”. A la par de la burguesía inútil, los partidos nacionalistas se convierten en instrumentos del gobierno e impulsan regímenes dictatoriales, en ocasiones tribales y personalistas.
La solución se encuentra en educar y politizar a las masas, colocar al partido a su entera disposición, y descentralizar el poder lo más posible.  “Politizar es abrir el espíritu, despertar el espíritu, dar luz al espíritu. Es como decía Césaire: ‘inventar almas’”. La lucha por la cultura nacional se sitúa en el centro mismo de la lucha de liberación. Fanon hace un análisis de la escritura nativa en tres etapas: la primera, en la que se trata de asimilar la cultura del ocupante y los intelectuales colonizados abrazan la cultura de los poetas surrealistas y del simbolismo francés; la segunda, donde hay una búsqueda de autenticidad, por lo que se tiende al exotismo, el cual reproduce la colonialidad en tanto utiliza ideas importadas para crear y no reconocer al hombre; la tercera, cuando hay escritura de lucha, pues el intelectual ha aprendido de sus compañeros.
Sin embargo, la conciencia nacional –la conciencia dinámica de todo el pueblo– no es el nacionalismo. Con todo esto, podrá emerger un pueblo digno y libre que es un pueblo soberano.

## Análisis psiquiátrico
La guerra de liberación nacional argelina alimentó el surgimiento de trastornos mentales. Entre los múltiples casos clínicos citados por Fanon, se encuentran “Impotencia de un argelino como consecuencia de la violación de su mujer”, “Un inspector europeo tortura a su mujer y a sus hijos”, “Asesinato por dos jóvenes argelinos de 13 y 14 años de su compañero de juegos europeo”, “Psicosis de angustia grave con síntomas de despersonalización después del brutal asesinato de una mujer”.  Pese al enfoque psiquiátrico, Fanon rechaza dar una explicación médica de la criminalidad y la violencia del argelino; “no son, pues, la consecuencia de una organización del sistema nervioso ni de una originalidad de carácter, sino el producto directo de la situación colonial”.

## Sinopsis
El libro comienza explicando que el colonialismo no solo toma control de un país, sino que también cambia la forma en que la gente piensa y vive. Los colonizadores usan la violencia para controlar a la población, y por eso Fanon dice que la violencia también es una parte del camino para liberarse. Según él, cuando una persona o un pueblo ha sido oprimido por mucho tiempo, es natural que use la fuerza para recuperar su libertad.
Fanon también analiza lo que ocurre después de que un país logra la independencia. Dice que muchas veces, las personas que toman el poder después de la independencia —la burguesía nacional— no cambian mucho las cosas. En lugar de crear una sociedad nueva, copian el sistema del antiguo colonizador y mantienen la desigualdad. Por eso, Fanon cree que no basta con cambiar de gobernantes: también es necesario cambiar la economía, la cultura y la forma de pensar.
El libro habla también del papel de los campesinos y los trabajadores. Fanon cree que ellos son los más importantes en la lucha por el cambio, porque son los que más sufren bajo el sistema colonial. También menciona a los intelectuales —escritores, profesores, artistas— que deben decidir si seguir copiando ideas de Europa o buscar nuevas ideas propias, basadas en la realidad de su pueblo.
En otro capítulo, Fanon usa su experiencia como médico para hablar de cómo la colonización afecta la mente. Cuenta casos de personas que sufrieron traumas por la violencia que vivieron durante el colonialismo o en la guerra de independencia. Según él, la opresión no solo se siente en el cuerpo, sino también en la forma de pensar y en los sentimientos de las personas.
Al final del libro, Fanon dice que conseguir la independencia política no es suficiente. También hay que cambiar la forma en que se organiza la sociedad. Propone que los países nuevos busquen sus propios caminos, sin copiar a los países ricos, y que trabajen juntos con otras naciones pobres para construir un mundo alternativo.

## Conclusión
En suma, los condenados de la tierra –las masas rurales excluidas de los beneficios del sistema colonial– utilizarán la violencia para descolonizarse y construir una nación digna y soberana.  Este nuevo mundo debe basarse en un hombre nuevo, no el europeo ni el africano, no el blanco ni el negro. 
«Dejemos a esa Europa que no deja de hablar del hombre al mismo tiempo que lo asesina dondequiera que lo encuentra, en todas las esquinas de sus propias calles, en todos los rincones del mundo. (…) Decidamos no imitar a Europa y orientemos nuestros músculos y nuestros cerebros en una dirección nueva. Tratemos de inventar al hombre total que Europa ha sido incapaz de hacer triunfar (…) Por Europa, por nosotros mismos y por la humanidad, compañeros, hay que cambiar de piel, desarrollar un pensamiento nuevo, tratar de crear un hombre nuevo.»[cita requerida]

## Repercusiones
Sartre se refirió a Fanon como el primero después de Engels en crear una teoría coherente de la violencia; según Belkacem Krim, Fanon fue el Jean Jacques Rousseau de la revolución argelina. Se le ha caracterizado como "el Marx del Tercer Mundo", pues también desarrolla una teoría instrumental de la acción en la que el conocimiento del mundo debe servir para transformarlo.  La obra de Fanon ha tenido múltiples usos: ha alimentado corrientes teóricas como los estudios poscoloniales y los estudios culturales posmodernos, y ha influido en autores como Edward Said, Michel Foucault, Homni Bhabha, Abdul janMohamed, Gayatri Spivak, Cedric Robinson, entre otros. Su concepto de "hombre nuevo" sería retomado por Ernesto Che Guevara. Asimismo, su voz mesiánica influiría en movimientos sociales a nivel global, desde el nacionalismo francocanadiense hasta los movimientos feministas.